# Parker Pen Company
La Parker Pen Company és una companyia de plomes i bolígrafs fundada el 1888 per George Safford Parker a Janesville, Wisconsin, EE. UU.

## Història
Després de la invenció de la primera ploma estilogràfica per part de Waterman el 1884 als Estats Units, George Parker va millorar la tècnica.
George S. Parker era al principi un mestre de telegrafia a Janesville, Wisconsin. Va ser amb la venda de plomes de la John Holland Pen Company als seus alumnes que li va venir la idea de millorar el sistema de subministrament de tinta. En efecte, en aquella l'època el flux de tinta era molt irregular ue causava nombroses taques.
La primera patent es va presentar el 1889. La principal innovació va ser el desenvolupament del conducte Lucky Curve l'any 1894, un dispositiu que se suposa que regulava el flux de tinta al cos de la ploma quan no estava en ús.

Jordi S. Parker va fundar la Parker Pen Company l'any 1891 a Janesville, on s'hi va construir la primera fàbrica.

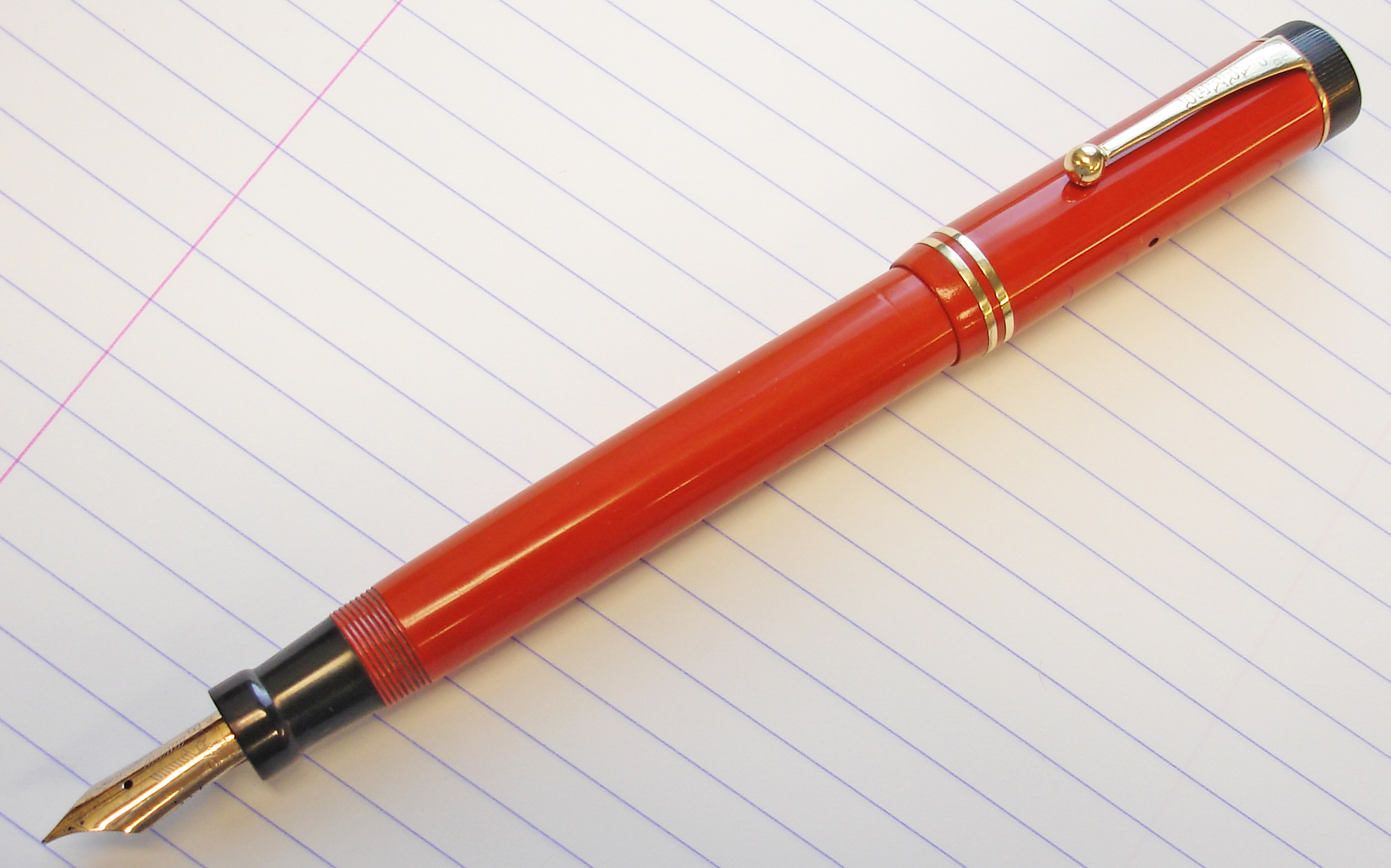
Pluma estilogràfica Duofold de 1928.

Des de la dècada de 1920 fins a la dècada de 1960, abans del desenvolupament del bolígraf, Parker va aconseguir un lloc important entre els fabricants plomes estilogràfiques. El 1921, Parker va llançar la ploma Duofold, que va sorprendre per la seva mida, el seu color (taronja-vermell) i el seu preu. El seu èxit es va assegurar amb una important campanya publicitària. Aquest bolígraf es va reeditar l'any 1988 i constitueix el top de gamma de la marca. El 1931, la companyia va introduir la tinta d'assecat ràpid Quink.
La Parker 51, una ploma concebuda pel dissenyador Bauhaus László Moholy-Nagy, es va llançar el 1941. El model va tenir un èxit significatiu durant la Segona Guerra Mundial, sent adoptat per la majoria dels soldats nord-americans per escriure a les seves famílies. Des de la seva introducció s'han venut prop de 20 milions d'unitats Parker 51 . L'any 1969, les seves vendes van superar els 400 milions de dòlars.
El 1992, l'empresa Gillette, líder mundial en productes d'afaitar i bolígrafs - amb la marca Waterman-, va comprar el holding Parker Pen Holding Ltd. de Gran Bretanya, propietària de la marca Parker. L'any 2000, Newell Rubbermaid Inc., va comprar al seu torn el sector de papereria de Gillette, incloent , Parker i
El 2009, Newell Rubbermaid va anunciar el tancament de la seva planta de producció de bolígrafs Parker a Newhaven, Anglaterra. Des de 2010, el model Jotter més venut es fabrica a França, a Saint-Herblain, prop de Nantes.

## Models

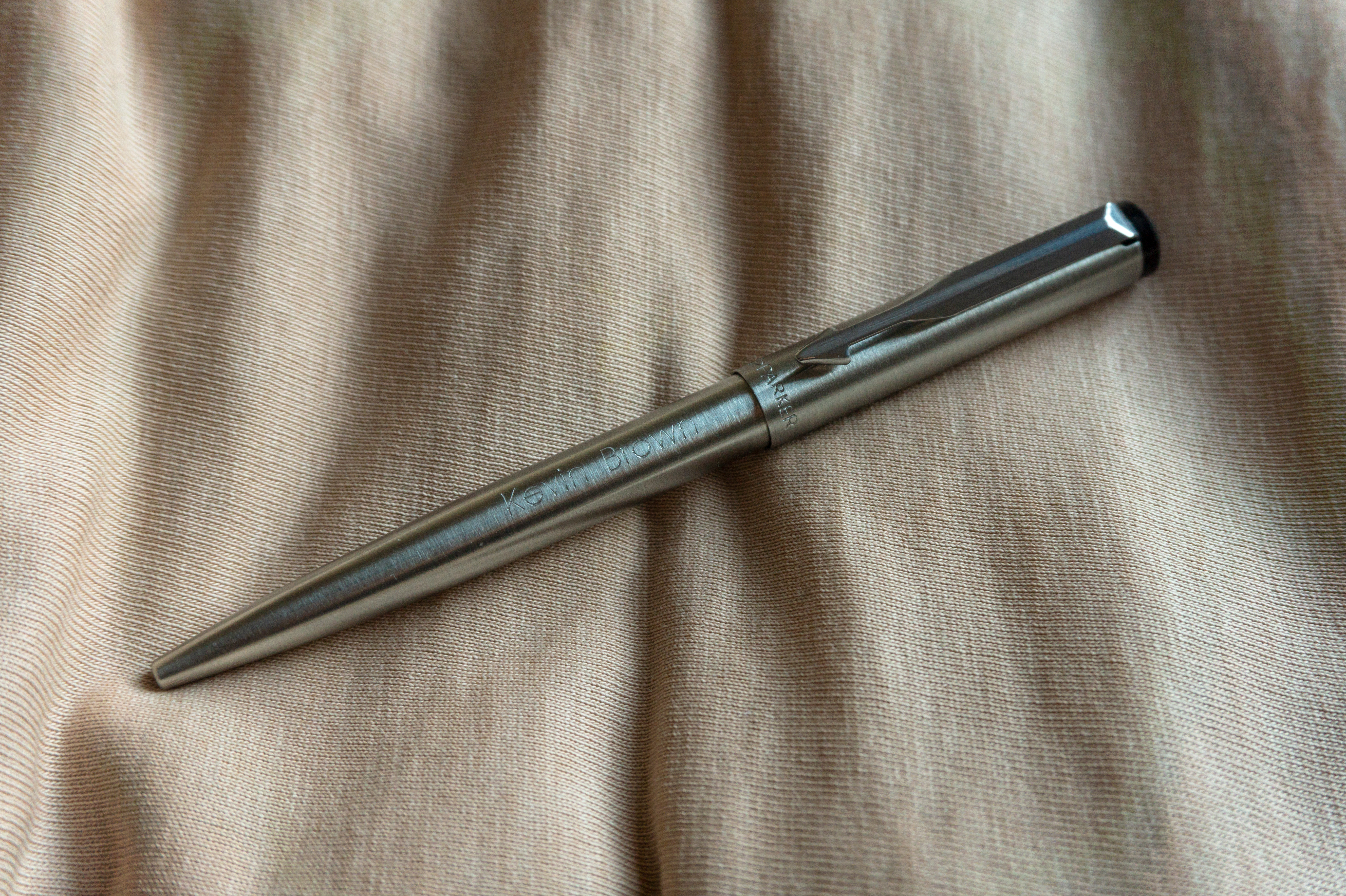
Bolígraf Parker Vector

Els models més importants al llarg de la història de Parker han estat:
- Jointless 1899

- Jack Knife Safety 1909

- Duofold 1921

- Challenger 1935

- Vacumatic 1932

- Parker 51 1941

- Jotter 1954

- Parker 61 1956

- Parker 45 1960 al 2006

- Parker 75 1964

- Parker 25 1975

- Duofold International 1987
- Parker Sonnet 1993
- Parker Vector 2000